# Paraplesiops sinclairi
Paraplesiops sinclairi es una especie de peces de la familia Plesiopidae en el orden de los Perciformes.

## Morfología
• Los machos pueden llegar alcanzar los 22 cm de longitud total.

## Distribución geográfica
Se encuentra al suroeste de Australia.